# Matke
Matke so razloženo naselje v Občini Prebold.

## Opis kraja
Matke in ležijo na obrobju Savinjske doline in na severnih obronkih Posavskega hribovja, v povirju potoka Kolja, ki se pri Šeščah izliva v Savinjo). Kolja teče skozi središčni del naselja po katerem je kraj dobil ime - Matke. Kraj ima več zaselkov Brda, Goljava, Hom, Podmrzlica, Vinogradi in Zahom. Naselje obdajajo vrhovi; na jugozahodu Goljava (836 m), na jugu Homič (1082 m), Mrzlica (1122m) ter Kamnik (856 m) in na vzhodu Hom (607 m).
Matke so imele po podatkih različnih popisov prebivalcev, kot sledi; leta 1869 je prebivalo v Matkah 262 ljudi, leta 1900 jih je bilo 320, leta 1953 - 333, leta 1991 - 353 in leta 2011 - 356 prebivalcev.

## Ime kraja
Kraj se je do leta 1955 imenoval Sv. Magdalena (pri Preboldu), ko je bil uradno preimenovan v Matke. Ime Matke se razlaga kot tožilnik množine od hipokristika Matko, ki spada k sv. imenu Matej (lat. Matheus). Prvotno torej pomeni Matkova družina, Matko in njegovi ljudje.
Ime se zapisano v dokumentih prvič pojavi v urbarju med leti 1265 in 1269 kot Makyon, pozneje leta 1601 pa kot Matekon (dorf), leta 1749 Matnach, leta 1784 Mathuon, leta 1800 Mathine in leta 1847 Matkina. V cerkvenih dokumentih so krajevnemu imenu pogosto pridali ime Sv. Magdalene, po letu 1833 se v vseh matičnih knjigah in listinah tako tudi zapisuje ime kraja.

## Zgodovina
Območje naselja je bilo poseljeno že v prazgodovini, saj je na Homu obstajala naselbina, ki je arheološko deloma že raziskana. Pod naseljem so v vasi Šešče najdene tudi številne grobne gomile. Najbrž je naselje na Homu obstajalo tudi v poznoantičnem času. Na Homu stoji cerkev, ki je v dokumetih prvič omenjena leta 1383, glavni oltar je iz leta 1688, zvonik ki so ga postavili leta 1725 stoji ločeno od cerkve in je bil leta 1853 povišan, tudi sicer je cerkev v 19. stoletju precej preurejena. V času prve svetovne vojne je padlo na raznih bojiščih pet Matenčanov, druga svetovna vojna pa je terjala življenja 32 krajanov. Med drugo svetovno vojno je bilo leta 1944 v naselju požganih 5 domačij. Leta 1956 so v Matkah zgradili Hmeljarski dom, ki so ga leta 1972 preimenovali v Gasilni dom. Leta 1963 so na Homu pod cerkvijo postavili Dragotov dom, ki ga oskrbuje PD Zabukovica.